# 横森周信
横森 周信（よこもり ちかのぶ、1925年(大正14年) -2015年（平成27年 ）は、日本の医師、航空評論家。

## 生涯
東京生まれ。はじめ航空工学を学ぶがのち東京大学医学部卒業、1960年「皮膚ヒスタミンに関する研究」で医学博士。
『航空情報』編集委員、日本テレビ健康管理室長。2004年航空功績賞受賞。
平成27年2月14日、肺炎のため死去。

## 著書
- 『からだのふしぎ』山田常郎絵 偕成社 絵百科なぜとなに、1969
- 『新しい科学のぎもん』竹内均等編 偕成社 理科なぜ知っていますか、1970
- 『スピードの世紀』偕成社 ジュニア博物館、1972
- 『理科なぜかな?なぜだろう 1～4年』小野田俊絵 偕成社 学年別児童文庫、1972 - 73
- 『じどうしゃ・ひこうき・でんしゃ』偕成社 幼年カラー百科、1974
- 『海軍陸上攻撃機 一式陸攻・九六式陸攻のすべて』第二次世界大戦ブックス サンケイ出版、1979
- 『艦攻と艦爆 日米空母戦力の激突』第二次世界大戦ブックス サンケイ出版、1980
- 『第2次大戦ドイツ戦闘機』航空ジャーナル社、1980
- 「よこもり先生のからだの本」構成・文 浅野りじ絵 偕成社

『なぜいきをするの? 呼吸のはなし』1986
『ちはどんなはたらきをするの? 血液のはなし」1987
『たべたものはどうなるの? 消化のはなし」1989
- 『なるほど!まんが知能クイズ 1～4年』偕成社、1986 学年別なるほどシリーズ
- 『年表世界航空史 第3巻 (第二次世界大戦)』エアワールド、2002 エアワールド別冊

### 共著
- 『ロボットのいろいろ』大谷内一夫共著 中西立太絵 偕成社 絵百科なぜとなに、1970
- 『空のミステリー・ゾーン 謎の空中消滅』中村浩美共著 ワールドフォトプレス、1976

### 翻訳
- ブライアン=R=ワード作編『わたしたちのからだ』全10巻 偕成社、1983

## 参考
- 『スピードの世紀』著者略歴
- 日本航空協会